# Топоница (Гаџин Хан)
Топоница (Заплањска Топоница) је насеље у Србији у општини Гаџин Хан у Нишавском округу. Према попису из 2022. било је 736 становника (према попису из 1991. било је 983 становника).

## Положај
Село Топоница налази се у Доњем Заплању. Смештена је у северозападном подножју Бабичке горе (1.059 m), на десној долинској страни Јужне Мораве. Лоцирана је са обе стране регионалног пута Гаџин Хан — Топоница, 2 km источно од аутопута Београд–Ниш–Скопље. Удаљена је 15 km југозападно од Гаџиног Хана и 37 km југоисточно од Ниша. Простире се у висинском појасу од 210 до 260 m.

## Тип села
Топоница је сеоско насеље збијеног типа. Неправилног је округластог облика са физиономским израштајима дуж путева ка Брестовцу, Дукату, Новом Селу и Доњем Барбешу. Просторно повезује две главне физиономске целине: Горњу малу и Друм, формиран од 60-их година ХХ века. Овде је до 1947. било пет кућа које су се, по народном веровању, изместиле на ову локацију да би се заклониле од „чуме“ (куге).

## Знаменитост села
На потесу Дулан (место Бунарина) су откривени остаци римског бунара. У граничном делу новоселског и топоничког атара је локалитет Црквиште, где су евидентирани трагови латинске цркве и водовода. На потесу Мучибаба су 1948. пронађени остаци (крст, камени блокови и сл.) цркве непознате старости. Овај локалитет, за који се у народу верује да има „исцелитељске“ моћи, је веома поштован међу локалним становништвом, које се овде окупља током сабора на „Голему свету Недељу“.
За ранију насељеност везује се и локалитет Град (нема видљивих трагова). Остаци пронађени на месту данашњег Друма (огњиште, судови, оружје, турски новац и др.) иду у прилог народном предању да је на овом месту „засељена“ Топоница у турско време, када су петорици браће (Китан, Златан, Кацан, Павол и Стојко) додељена имања на местима Лаз, Церовац, Касин шумак, Драгове њиве и Царине. Из турског периода датирају и остаци на Циганском гробљу.
У самом Селу налази се и Црква Свете великомученице Недеље у Заплањској Топоници. Сама црква још увек је у фази изградње и припада Нишкој епархији.

## Демографија
У насељу Заплањска Топоница живи 759 пунолетних становника, а просечна старост становништва износи 44,4 година (44,3 код мушкараца и 44,4 код жена). У насељу има 312 домаћинства, а просечан број чланова по домаћинству је 2,36.
Ово насеље је великим делом насељено Србима (према попису из 2002. године).
|  |

| Демографија | Демографија | Демографија |
| Година      | Становника  | Становника  |
| ----------- | ----------- | ----------- |
| 1948.       | 806         |             |
| 1953.       | 827         |             |
| 1961.       | 895         |             |
| 1971.       | 999         |             |
| 1981.       | 1.030       |             |
| 1991.       | 983         | 979         |
| 2002.       | 947         | 957         |
| 2011.       | 853         |             |
| 2022.       | 736         |             |

| Етнички састав према попису из 2002.‍ | Етнички састав према попису из 2002.‍ | Етнички састав према попису из 2002.‍ | Етнички састав према попису из 2002.‍ | Етнички састав према попису из 2002.‍ |
| ------------------------------------ | ------------------------------------ | ------------------------------------ | ------------------------------------ | ------------------------------------ |
|                                      |                                      |                                      |                                      |                                      |
| Срби                                 | Срби                                 |                                      | 903                                  | 95,35%                               |
| Роми                                 | Роми                                 |                                      | 43                                   | 4,54%                                |
| непознато                            | непознато                            |                                      | 1                                    | 0,10%                                |

| Година пописа     | 1948. | 1953. | 1961. | 1971. | 1981. | 1991. | 2002. |
| ----------------- | ----- | ----- | ----- | ----- | ----- | ----- | ----- |
| Број домаћинстава | 116   | 140   | 186   | 234   | 274   | 258   | 271   |

| Број чланова      | 1  | 2  | 3  | 4  | 5  | 6  | 7  | 8 | 9 | 10 и више | Просек |
| ----------------- | -- | -- | -- | -- | -- | -- | -- | - | - | --------- | ------ |
| Број домаћинстава | 35 | 76 | 39 | 32 | 39 | 35 | 11 | 3 | 1 | 0         | 3,49   |

| Пол    | Укупно | Неожењен/Неудата | Ожењен/Удата | Удовац/Удовица | Разведен/Разведена | Непознато |
| ------ | ------ | ---------------- | ------------ | -------------- | ------------------ | --------- |
| Мушки  | 406    | 96               | 270          | 34             | 5                  | 1         |
| Женски | 379    | 35               | 271          | 63             | 5                  | 5         |
| УКУПНО | 785    | 131              | 541          | 97             | 10                 | 6         |

| Пол    | Укупно                    | Пољопривреда, лов и шумарство | Рибарство                            | Вађење руде и камена | Прерађивачка индустрија       |
| ------ | ------------------------- | ----------------------------- | ------------------------------------ | -------------------- | ----------------------------- |
| Мушки  | 184                       | 43                            | 0                                    | 0                    | 47                            |
| Женски | 68                        | 22                            | 0                                    | 0                    | 18                            |
| УКУПНО | 252                       | 65                            | 0                                    | 0                    | 65                            |
| Пол    | Производња и снабдевање   | Грађевинарство                | Трговина                             | Хотели и ресторани   | Саобраћај, складиштење и везе |
| Мушки  | 1                         | 30                            | 13                                   | 2                    | 14                            |
| Женски | 1                         | 0                             | 8                                    | 1                    | 1                             |
| УКУПНО | 2                         | 30                            | 21                                   | 3                    | 15                            |
| Пол    | Финансијско посредовање   | Некретнине                    | Државна управа и одбрана             | Образовање           | Здравствени и социјални рад   |
| Мушки  | 0                         | 5                             | 4                                    | 3                    | 6                             |
| Женски | 0                         | 0                             | 3                                    | 5                    | 8                             |
| УКУПНО | 0                         | 5                             | 7                                    | 8                    | 14                            |
| Пол    | Остале услужне активности | Приватна домаћинства          | Екстериторијалне организације и тела | Непознато            | Непознато                     |
| Мушки  | 4                         | 0                             | 0                                    | 12                   | 12                            |
| Женски | 0                         | 0                             | 0                                    | 1                    | 1                             |
| УКУПНО | 4                         | 0                             | 0                                    | 13                   | 13                            |